# Wasserkraftwerk Niederaichbach
Das Kraftwerk Niederaichbach ist ein Laufwasserkraftwerk an der Isar, das 1951 nach Plänen des Münchner Architekten und Professors Franz Hart errichtet wurde.

## Geschichte
Das 1951 eröffnete Kraftwerk liegt bei Niederaichbach im niederbayerischen Landkreis Landshut. Die elektrische Leistung des Kraftwerks beträgt 16,1 MW.
Das Kraftwerk wurde von der E.ON Kraftwerke GmbH betrieben. Ihr operatives Geschäft wurde mit Wirkung zum 25. September 2015 durch zwei Ausgliederungen über die Uniper Holding GmbH auf deren Tochterunternehmen Uniper Kraftwerke GmbH übertragen.
Seit Dezember 2022 gehört die Gesellschaft als Teil der Uniper Holding GmbH als indirekte Folge des russischen Überfalls auf die Ukraine zu 99,12 % dem deutschen Staat.
Auf dem gleichen Gelände befinden sich auch die Reaktoren Isar 1 und Isar 2. Bei einem Störfall in einem der beiden Reaktorblöcke kann das Wasserkraftwerk vom Netz getrennt und über eine Direktverbindung als zusätzliche Notstromversorgung eingesetzt werden.
Am 21. September 2015 wurde eine neu errichtete Fischaufstiegsanlage offiziell in Betrieb genommen.

## Galerie

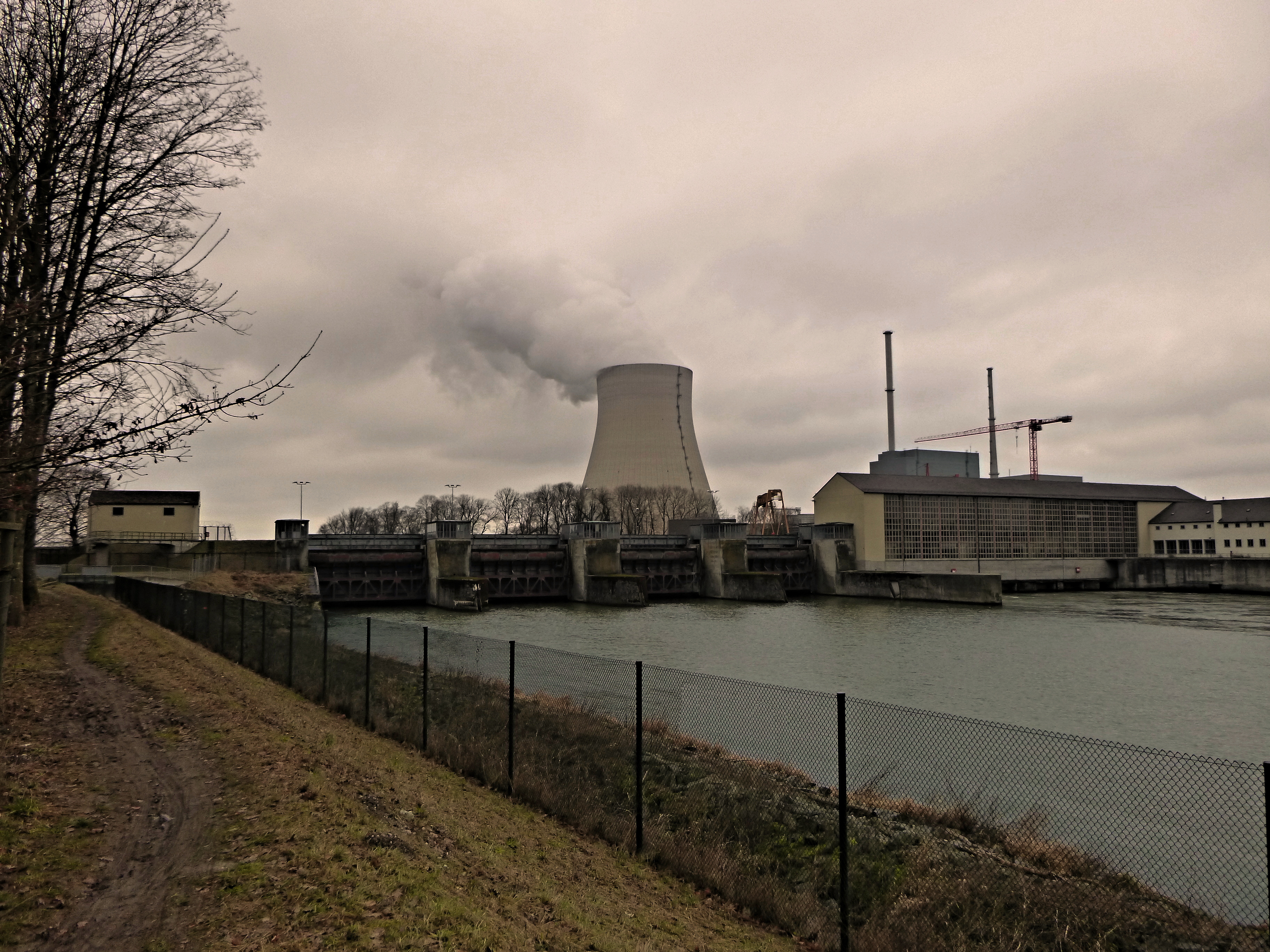
Wasserkraftwerk Niederaichbach mit dahinterliegenden Kernkraftwerken Isar 1 und Isar 2 sowie dem Kühlturm.
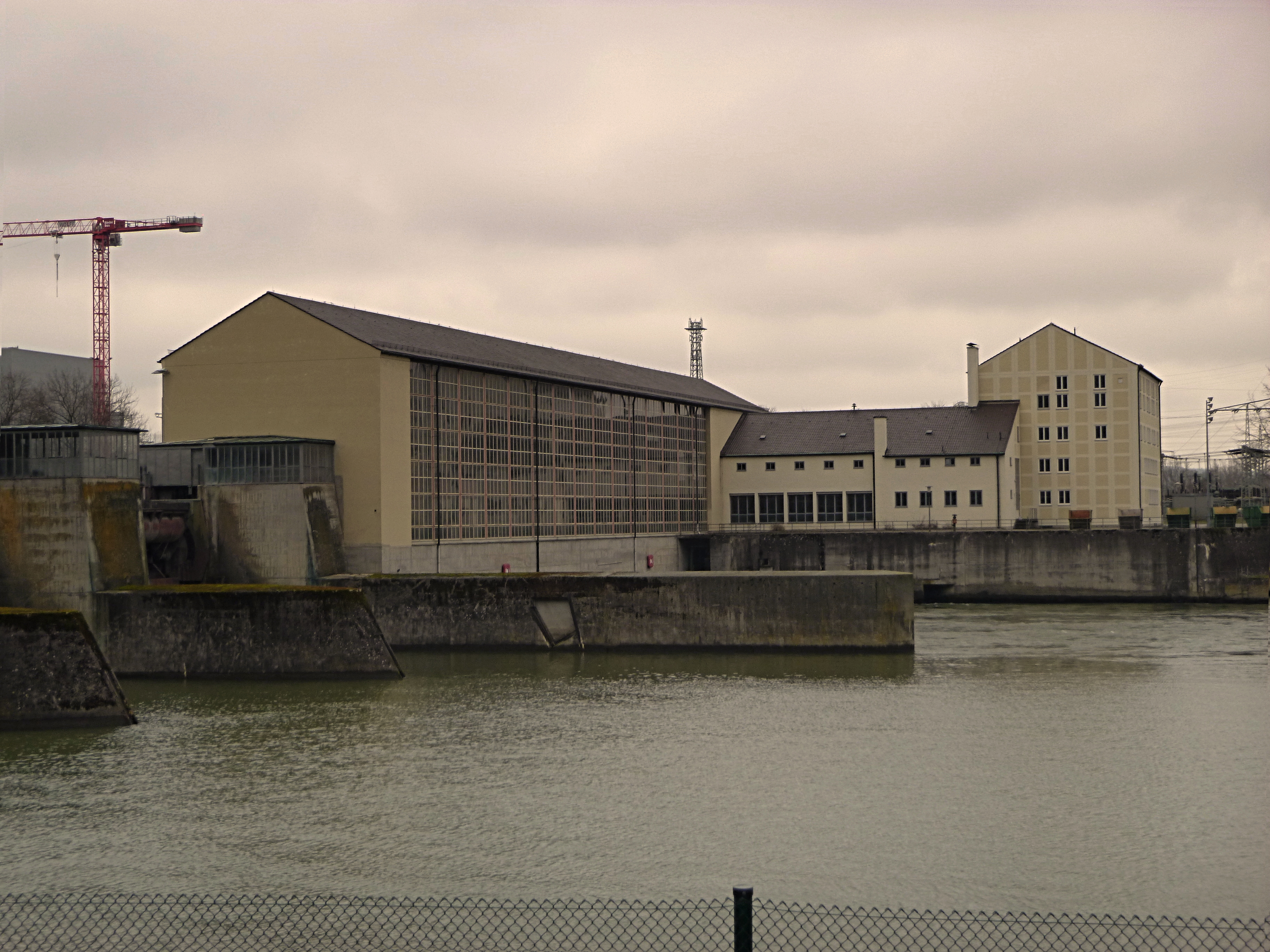
Wasserkraftwerk Niederaichbach
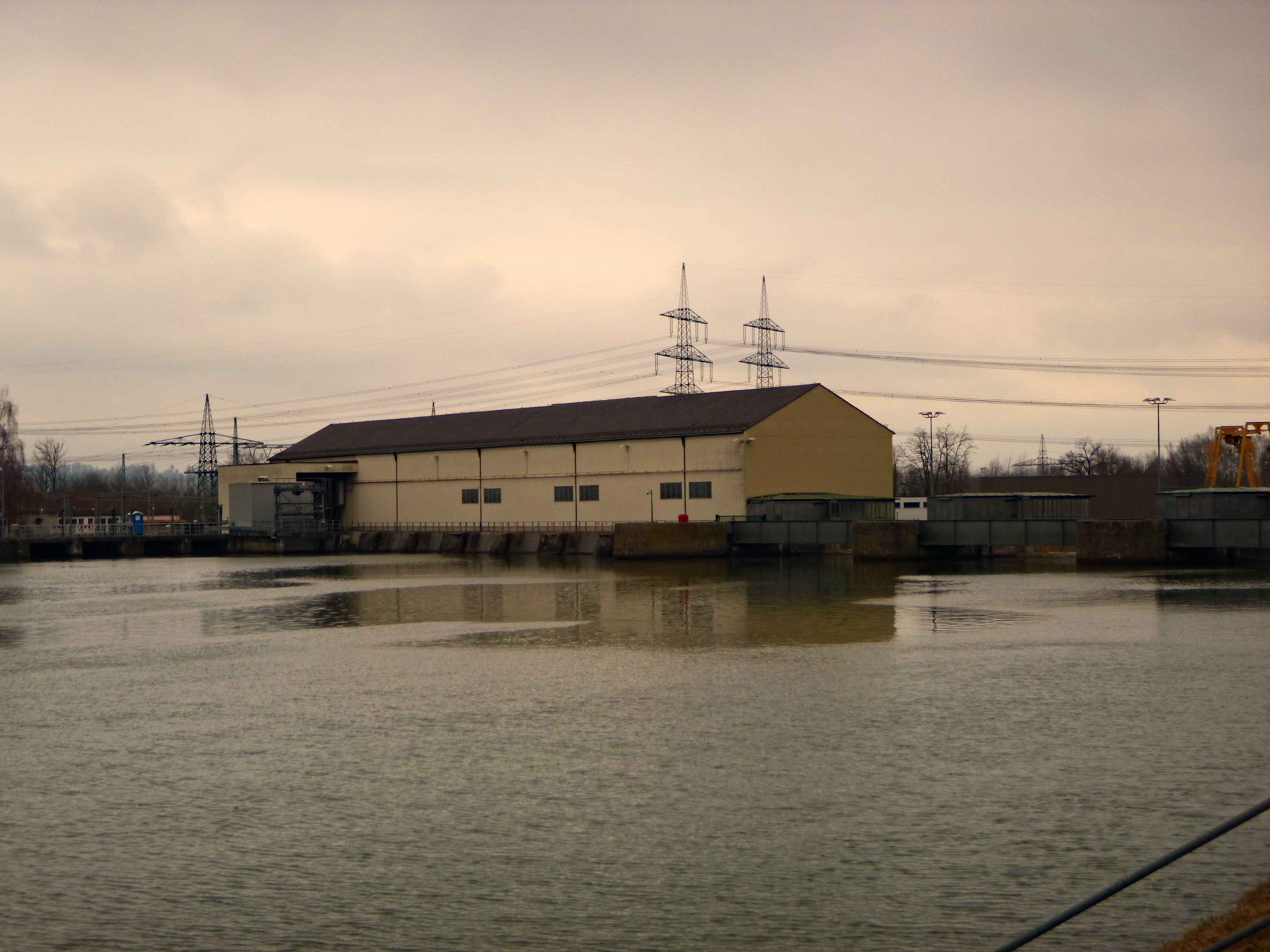
Wasserkraftwerk Niederaichbach vom Stausee aus.